# Cratere Ernutet
Ernutet  è un cratere sulla superficie di Cerere.